# Asterella lindenbergiana
Asterella lindenbergiana là một loài rêu trong họ Aytoniaceae. Loài này được Corda Lindb. mô tả khoa học đầu tiên năm 1879.